# Tallinna Kaubamaja Group
Tallinna Kaubamaja Group er en estisk handelskoncern med hovedkvarter i Tallinn. De driver både detailhandel og grossistsalg.
Historien begyndte i 1960 med åbningen af Tallinn Department Store.
De ejer brands som Kaubamaja, Selver, Selveri Köök, Tartu Kaubamaja Centre, Viking Motors, KIA, ABC King, SHU, I.L.U., Viking Security.